# Final Fantasy XV
Final Fantasy XV (OT: jap. ファイナルファンタジーXV, Fainaru Fantajī Fifutīn) ist ein japanisches Action-Rollenspiel von Square Enix, das weltweit am 29. November 2016 für PlayStation 4 und Xbox One erschien. Das Spiel wurde zunächst als Final Fantasy Versus XIII als Teil der Fabula Nova Crystallis angekündigt, auf der E3 2013 jedoch umbenannt. Es ist der fünfzehnte Teil der Final-Fantasy-Reihe und der zweite mit deutscher Sprachausgabe. Es unterscheidet sich weiter von vorherigen Teilen der Hauptreihe, da es düsterer sein soll, eine realistischere Umgebung bietet und eine kleinere Party aufweist.
Final Fantasy XV spielt in der Welt Eos. Alle Nationen, bis auf das Königreich Lucis, werden von dem Imperium Niflheim beherrscht. Niflheim nutzt zudem die Friedensverhandlungen aus, um Lucis einzunehmen. Der Protagonist und Thronerbe von Lucis, Prinz Noctis Lucis Caelum, will daraufhin das Königreich befreien. Es handelt sich um ein Open-World-Spiel mit einem actionlastigen Kampfsystem, ähnlich dem von Kingdom Hearts und Final Fantasy Type-0.
Das Spiel erschien erst etwa zehn Jahre nach der ersten Ankündigung. Die Entwicklung dauerte also sehr lange, so dass von Vaporware und Entwicklungshölle gesprochen werden kann. Anfangs war Tetsuya Nomura Direktor von Final Fantasy Versus XIII, jetzt Final Fantasy XV. 2014 übernahm jedoch Hajime Tabata die Leitung. Die Handlung wurde ausgebaut und unter dem Projekttitel „Final Fantasy XV Universe“ erschienen zusätzlich die Animeserie Brotherhood: Final Fantasy, die vor den Ereignissen von Final Fantasy XV spielt, sowie der Animationsfilm Kingsglaive: Final Fantasy XV. Der Film behandelt die Hintergründe von Regis und Details der Niflheim Invasion aus der Sicht des Charakters Nyx Ulric. Hinzu kommen noch die Spiele A King’s Tale: Final Fantasy XV (PlayStation 4, Xbox One) und Justice Monsters Five (Windows, iOS, Android).

## Handlung

### Spielwelt
Die Geschichte von Final Fantasy XV spielt in der Welt Eos. Diese ist unterteilt in die Nationen Lucis, Tenebrae, Niflheim, Solheim und Accordo. Alle Nationen außer Niflheim waren einst im Besitz magischer Kristalle, doch durch Kriege gingen alle bis auf Lucis’ Kristall verloren. Lucis bildete so eine Gesellschaft, in der Magie eine wichtige Funktion einnimmt, während Niflheim auf Technik und Maschinen vertraut. Am Anfang von FFXV stehen alle Nationen bis auf Lucis unter der Herrschaft von Niflheim. Weiterhin wird die Welt von der Plage der Sterne bedroht, durch die die Welt in ewiger Finsternis zu versinken droht. Nur Orakel können dieses Phänomen aufhalten.

### Charaktere
Der Protagonist von Final Fantasy XV, Noctis Lucis Caelum, ist der Kronprinz des Königreichs Lucis. Er ist der spielbare Charakter und wird stets begleitet und unterstützt von seinen Freunden Ignis Scientia, Gladiolus Amicitia und Prompto Argentum.
Die vierköpfige Party kann zeitweise unterstützt werden von Cor Leonis, einem der besten Kämpfer von Lucis und enger Vertrauter des Königs Regis. Gleiches gilt für Lunafreya Nox Fleuret, Prinzessin des Reichs Tenebrae, Orakel und Verlobte von Noctis. Nach dem Angriff von Niflheim auf Lucis flüchtet sie nach Altissia.

#### Nicht spielbare Figuren
- König Regis Lucis Caelum CXIII: Der amtierende König von Lucis und Noctis’ Vater
- Cid Sophiar: Ein Mechaniker und Großvater von Cidney
- Cindy (Cidney) Aurum: Eine Mechanikerin
- Gentiana: Die Begleiterin von Lunafreya Nox Fleuret
- Umbra: Ein Hund, der Lunafreya Nox Fleuret gehört
- Iris Amicitia: Die jüngere Schwester von Gladiolus, die nach dem Angriff Niflheims nach Lestallum flüchtet

#### Antagonisten
- Iedolas Aldercapt: Kaiser von Niflheim
- Ardyn Izunia: Kanzler von Niflheim
- Aranea Highwind: Ein Dragoner in Niflheims Militär
- Glauca: Führer der Armee des Imperiums
- Verstael: Wissenschaftler des Imperiums
- Ravus Nox Fleuret: Lunafreyas Bruder und Offizier der imperialen Armee

### Geschichte
Als eines Tages ein Friedensvertrag zwischen den Königreichen Lucis und Niflheim unterzeichnet werden soll, nutzt Iedolas Aldercapt, der Herrscher von Niflheim diese Gelegenheit, um die magische Barriere der lucianischen Hauptstadt Insomnia auszuschalten, sodass seine Armee die Stadt angreifen und den Kristall der Stadt in seine Gewalt bringen kann. König Regis Lucis Caelum wird für tot erklärt. Noctis befand sich mit seinen Freunden auf dem Weg nach Altissia, wo er Lunafreya Nox Fleuret, als Teil des Friedensvertrages, heiraten sollte.
Noctis und seine Gruppe befinden sich zum Zeitpunkt des Angriffes auf Insomnia in der Region Duscae. Dabei erleidet ihr Auto jedoch einen großen Schaden, so dass sie es zur Mechanikerin Cidney bringen. Nachdem das Auto repariert ist, machen sie sich auf den Weg nach Altissia, um Lunafreya zu finden.

## Entwicklung
Die Entwicklung von Final Fantasy XV begann kurz vor seiner Ankündigung auf der Electronic Entertainment Expo (E3) im Mai 2006, zusammen mit Final Fantasy XIII und Final Fantasy Agito XIII. Das Spiel wurde ursprünglich als Final Fantasy Versus XIII für die PlayStation 3 als Teil der Fabula Nova Crystallis angekündigt.
Nachdem das Veröffentlichungsdatum auf der Veranstaltung Final Fantasy XV Uncovered für den 30. September 2016 festgesetzt wurde, gab Hajime Tabata im August 2016 bekannt, dass der Release auf den 29. November verschoben wird. Grund hierfür sei, dass das Spiel zwar bereits fertig sei, es jedoch einen großen sogenannten „Day 1 Patch“ geben würde und viele Spieler, die ihre Konsole nicht mit dem Internet verbunden haben, so nicht das bestmögliche Spielerlebnis erhalten würden. Dies würde gegen das selbstgesteckte Ziel verstoßen. Deshalb wurde der Release um zwei Monate nach hinten verschoben.
Dennoch kündigte der Entwickler in einer Pressemitteilung vom 21. November 2016 an, einen rund sieben Gigabyte großen „Day 1 Patch“ mit dem Namen „Crown Update“ zu veröffentlichen.
2018 wurde zusätzlich zur Royal Edition, welche die kompletten Spielinhalte, die bislang veröffentlicht wurden, inklusive einiger Zusatzinhalte umfasst, auch eine Version für Windows angekündigt. Letztere beinhaltet sämtliche Features der Konsolenversionen inklusive einiger für die PC-Plattform exklusiven Technologien wie beispielsweise 8K-Unterstützung, HDR und Dolby Atmos. Beide Versionen erschienen am 6. März 2018.
Bis November 2018 wurden 8,4 Millionen Exemplare des Spiels verkauft.